# ویکتور میروشنونکو
ویکتور میروشنونکو (روسی: Виктор Мирошниченко؛ زادهٔ ۱ دسامبر ۱۹۵۹ ‏(۶۵ سال)) ورزشکار بوکس اهل اتحاد جماهیر شوروی سوسیالیستی است.
وی در مسابقات کشوری و بین‌المللی در مجموع برندهٔ ۲ مدال نقره شده‌است.